# Sungai Lamandau
Sungai Lamandau (engelska: Lamandau  River) är ett vattendrag i Indonesien. Det ligger i den västra delen av landet, 600 km nordost om huvudstaden Jakarta.